# Iwan Tolstouchow
Iwan Tolstouchow (russisch Иван Толстоухов; * im 17. Jahrhundert; † im 17. Jahrhundert) war ein russischer Forschungsreisender.

## Leben
Tolstouchow, ein junger Adliger aus Mangaseja, fuhr 1686 mit 60 Mann auf drei Kotschen (Ruder-Segelboot der Pomoren) von Neu-Mangaseja am Jenissei aus den Jenissei hinunter, um dann auf dem Seeweg die Mündung der Lena zu erreichen. Jahrhunderte später wurden das Winterlager 1686/1687 am unteren Jenissei und das Winterlager 1687/1688 an der Pjassina entdeckt.
Geographen fanden 1940 zufällig weitere Spuren der Expedition, insbesondere ein Wrack und 3000 Silbermünzen. Nach Untersuchungen des Historikers Michail Below erreichte die Tolstouchow-Expedition 1689 die Simsa-Bucht an der Nordostküste der Taimyrhalbinsel und darauf die Faddey-Inseln in der Laptewsee nordöstlich der Taimyrhalbinsel, wo sie dann verunglückte.
Aufgrund der dortigen Funde schloss der Ethnograph Boris Dolgich, dass das Expeditionsschiff an der Küste einer Faddey-Insel vom Eis zerdrückt wurde und die Mannschaft sich auf die Insel rettete. Die Mannschaftsmitglieder zogen dann mit einem Schlitten auf dem Eis zurück zur Taimyrhalbinsel, wo sie eine Hütte bauten. Einige starben dort, darunter vermutlich eine Nganasanin. Die anderen zogen weiter und sind verschollen.